# Рамона Терезія Гофмайстер
Рамона Терезія Гофмайстер (нім. Ramona Theresia Hofmeister) —  німецька сноубордистка, олімпійська медалістка. 
Бронзову олімпійську медаль Гофмайстер виборола на Пхьончханській олімпіаді 2018 року в гігантському паралельному слаломі. 

## Виноски
1. ↑  Women's parallel giant slalom results